# Ла-Индепенденсия (муниципалитет)
Ла-Индепенденсия (исп. La Independencia; с исп. — «Независимость») — муниципалитет в Мексике, штат Чьяпас, с административным центром в одноимённом городе. Численность населения, по данным переписи 2020 года, составила 46 409 человек.

## Общие сведения
Название La Independencia с испанского языка — независимость, относится к событиями войны за независимость Мексики, начатой Мигелем Идальго.
Площадь муниципалитета равна 514,2 км², что составляет 0,7 % от площади штата, а наиболее высоко расположенное поселение Сан-Мигель, находится на высоте 1585 метров.
Он граничит с другими муниципалитетами Чьяпаса: на севере и востоке с Лас-Маргаритасом, на юге с Ла-Тринитарией, на западе с Комитан-де-Домингесом, а на юге проходит государственная граница с республикой Гватемала.

## Учреждение и состав
Муниципалитет образован в 1868 году, по данным 2020 года в его состав входит 120 населённых пунктов, самые крупные из которых:
| Код INEGI                  | Населённый пункт                                                                                  | Численность населения (2005 год) | Численность населения (2010 год) | Численность населения (2020 год) |
| -------------------------- | ------------------------------------------------------------------------------------------------- | -------------------------------- | -------------------------------- | -------------------------------- |
| 041                        | Всего                                                                                             | 36951                            | 41266                            | 46409                            |
| 0083                       | Венустьяно-Карранса (исп. Venustiano Carranza) 16°11′27″ с. ш. 91°55′44″ з. д.                    | 4516                             | 5081                             | 5700                             |
| 0081                       | Эль-Триунфо (исп. El Triunfo) 16°12′04″ с. ш. 91°51′30″ з. д.                                     | 5224                             | 5478                             | 5660                             |
| 0001                       | Ла-Индепенденсия (исп. La Independencia) 16°15′15″ с. ш. 92°01′26″ з. д. (административный центр) | 2804                             | 3041                             | 3620                             |
| 0441                       | Сан-Антонио-Буэнависта (исп. San Antonio Buenavista) 16°09′07″ с. ш. 91°39′05″ з. д.              | 1595                             | 1887                             | 2075                             |
| 0022                       | Франсиско-Сарабия (исп. Francisco Sarabia) 16°14′55″ с. ш. 91°57′38″ з. д.                        | 1370                             | 1499                             | 1787                             |
| 0008                       | Буэнависта (исп. Buenavista) 16°14′41″ с. ш. 91°59′22″ з. д.                                      | 1255                             | 1403                             | 1736                             |
| 0041                       | Ла-Патрия (исп. La Patria) 16°13′47″ с. ш. 91°54′38″ з. д.                                        | 1262                             | 1616                             | 1590                             |
| 0047                       | Рио-Бланко (исп. Río Blanco) 16°12′18″ с. ш. 91°38′08″ з. д.                                      | 1190                             | 1433                             | 1515                             |
| 0018                       | Эмилиано-Сапата (исп. Emiliano Zapata) 16°10′48″ с. ш. 91°58′00″ з. д.                            | 1117                             | 1234                             | 1338                             |
| 0039                       | Охо-де-Агуа (исп. Ojo de Agua) 16°09′20″ с. ш. 91°45′28″ з. д.                                    | 988                              | 1119                             | 1164                             |
| —                          | Прочие                                                                                            | 15630                            | 17475                            | 20224                            |
| Названия на карте Генштаба |                                                                                                   |                                  |                                  |                                  |

## Экономическая деятельность
По статистическим данным 2000 года, работоспособное население занято по секторам экономики в следующих пропорциях:
- сельское хозяйство и скотоводство — 85,8 % ;
- промышленность и строительство — 5,1 %;
- торговля, сферы услуг и туризма — 7,7 %;
- безработные — 1,4 %.

### Сельское хозяйство
Основные выращиваемые культуры: кукуруза, бобы, кофе — площадь посевов которых занимает 28 тыс. гектаров.

### Животноводство
В муниципалитете разводится крупный рогатый скот, а площадь пастбищ составляет 45 тыс. гектаров.

### Пчеловодство
Ежегодный сбор мёда достигает 38 тонн.

### Лесозаготовка
В муниципалитете ежегодно заготавливается до 2000 м³ различных пород древесины.

## Инфраструктура
По статистическим данным 2020 года, инфраструктура развита следующим образом:
- электрификация: 99,3 %;
- водоснабжение: 9 %;
- водоотведение: 72,8 %.

## Туризм
Основные достопримечательности:
- Археологические памятники цивилизации майя (14 раскопок).
- Природные объекты: национальный парк Лагунас-де-Монтебельо[исп.], в котором существует более 50 озёр и прудов, с эндемичной флорой и фауной.